# Rede Brasileira de Bancos de Leite Humano
A Rede Brasileira de Bancos de Leite Humano é uma iniciativa pública e governamental brasileira oficializada em 1988 pela portaria 322, de 26 de maio de 1998, sendo voltada para a promoção, proteção e apoio ao aleitamento materno e para a doação de leite humano para bebês prematuros e com baixo peso ao nascer. Parte integrante do Sistema Único de Saúde, é reconhecida pela Organização Mundial de Saúde (OMS) como a maior e mais complexa do mundo.

## Estrutura
No Brasil existem 208 bancos de leite humano, presentes em todos os 26 estados e no Distrito Federal, que atenderam 159.308 recém-nascidos com 126.062 litros de leite humano distribuídos em 2012. Sua estrutura organizacional contempla um centro de referência nacional, sediado no Instituto Fernandes Figueira, na cidade do Rio de Janeiro, e centros de referência estaduais/regionais, que coordenam as ações de cada banco de leite humano.
A fim de facilitar o acesso aos bancos de leite e incentivar a doação, o site de maternidade Trocando Fraldas criou a ferramenta LOBALE (Localizador de Bancos de Leite Humano) que permite localizar e contatar os bancos mais próximos da usuária através de uma simples consulta com o CEP.
A missão dos bancos de leite humano no Brasil é de promover a saúde materno-infantil por meio de parcerias entre os setores públicos, privados e a sociedade, e são, por definição, centros de atenção à saúde especializados, vinculados a hospitais com atenção materno-infantil.
A doação de leite deve ser realizada por mulheres saudáveis, que estejam amamentando seus bebês, e que tenham excesso de leite materno. Toda a doação e distribuição é voluntária, sendo proibida a venda e comercialização de leite humano em todo o território brasileiro. Em 2012, 163.522 mulheres doaram voluntariamente seu excesso de leite para os bancos de leite humano em todo o território nacional.
Todo o leite humano coletado passa por um processo de controle de qualidade, sendo pasteurizado e classificado de acordo com suas características nutricionais, para então ser distribuído para os recém-nascidos.
Outro componente dos bancos de leite humano é o atendimento às lactantes: em 2012 foram realizadas 229.750 consultas individuais, 62.714 consultas em grupo, e 39.892 atendimentos domiciliares.